# Tomas Gadeikis
Tomas Gadeikis, född den 30 januari 1984 i Šiauliai i Litauiska SSR i Sovjetunionen (nu Litauen), är en litauisk före detta (sedan 2014) kanotist.
Han tog bland annat VM-guld i C-2 200 meter i samband med sprintvärldsmästerskapen i kanotsport 2011 i Szeged.